# المفوضية الفلسطينية العامة في كندا
المفوضية الفلسطينية العامة في كندا هي الممثلية الدبلوماسية العُليا لدولة فلسطين لدى كندا. تقع السفارة في أوتاوا.

## قائمة السفراء
| ترتيب | الاسم                              | صورة | تاريخ البدء   | تاريخ الانتهاء |
| ----- | ---------------------------------- | ---- | ------------- | -------------- |
|       | عبد الله محمد إبراهيم عبد الله     |      | 1972          | 1990           |
|       | حسن عبد القادر حسين عبد الرحمن     |      | 1991          | 1993           |
|       | بكر محمد أمين عبد المنعم           |      | 23 يوليو 1995 | 2005           |
|       | أمين أحمد محمد أبو حصيرة           |      | 2006          | 2010           |
|       | ليندا داود صبح علي (قائم بالأعمال) |      | يوليو 2010    | 19 أكتوبر 2011 |
|       | سعيد موسى حمد                      |      | 2012          | 2014           |
|       | نبيل طالب سعيد معروف               |      | 2015          | أكتوبر 2019    |
|       | هالة فرحان محمد أبو حصيرة          |      | 23 مايو 2020  | 2021           |
|       | منى أبو عمارة (Q114568789)         |      | 2021          | يونيو 2025     |
|       | محمد يونس (قائم بالأعمال)          |      | 2025          | الآن           |